# Sątrzaska
Sątrzaska – wieś w Polsce położona w województwie mazowieckim, w powiecie przasnyskim, w gminie Przasnysz.
Sołectwo Sątrzaska obejmuje Sątrząskę oraz Frankowo. 
W latach 1975–1998 miejscowość administracyjnie należała do województwa ostrołęckiego.
Wierni Kościoła rzymskokatolickiego należą do parafii św. Stanisława Biskupa w Świętym Miejscu.